# Jewgienij Czernyszow (polityk)
Jewgienij Nikołajewicz Czernyszow (ros. Евге́ний Никола́евич Чернышо́в, ur. 19 marca 1938 we wsi Karaczewo w rejonie kimowskim) – radziecki polityk, I sekretarz Komitetu Obwodowego KPZR w Permie (1988-1991).
Początkowo tokarz w fabryce, w latach 1957-1963 studiował w Moskiewskim Instytucie Lotniczym im. Sergo Ordżonikidze, po ukończeniu studiów został inżynierem technologiem w fabryce silników w Permie. Później starszy majster, zastępca kierownika i kierownik warsztatu, zastępca głównego technologa i główny technolog oraz sekretarz partyjnego komitetu w tej fabryce. Od kwietnia 1979 do kwietnia 1984 I sekretarz Komitetu Miejskiego KPZR w Permie, od kwietnia 1984 do sierpnia 1988 zastępca kierownika Wydziału Inżynierii KC KPZR, od sierpnia 1988 do sierpnia 1991 I sekretarz Komitetu Obwodowego KPZR w Permie. Deputowany do Rady Najwyższej Rosyjskiej FSRR 10 kadencji, delegat na XXVI i XXVIII Zjazdy KPZR oraz na Rosyjską Konferencję Partyjną w 1990. Od 1991 zastępca dyrektora generalnego Stowarzyszenia Wysokich Technologij, od 1994 zastępca dyrektora generalnego Stowarzyszenia Przemysłowców Naftowych i Gazowych Rosji.

## Odznaczenia
- Order Czerwonego Sztandaru Pracy (1977)
- Order Przyjaźni Narodów (1988)
- Order „Znak Honoru” (1969)